# Acquachiara 2016-2017 (pallanuoto maschile)
Stagione 2016-2017 dell'Associazione Sportiva Acquachiara maschile.

## Rosa
| N° |                   | Ruolo | Giocatore           |
| -- | ----------------- | ----- | ------------------- |
| 1  | Italia (bandiera) | P     | Raffaele Cicatiello |
| 13 | Italia (bandiera) | P     | Andrea Lamoglia     |
| 6  | Canada (bandiera) | D     | Scott Robinson      |
| 5  | Italia (bandiera) | D     | Carlo Sanges        |
| 11 | Italia (bandiera) | CV    | Gianluca Confuorto  |
| 3  | Italia (bandiera) | CV    | Vincenzo Tozzi      |
| 4  | Italia (bandiera) | CV    | Davide Steardo      |

| N° |                    | Ruolo       | Giocatore        |
| -- | ------------------ | ----------- | ---------------- |
| 12 | Italia (bandiera)  | CV          | Giacomo Lanzoni  |
| 7  | Spagna (bandiera)  | A           | Alberto Barroso  |
| 8  | Serbia (bandiera)  | A           | Vojislav Čupić   |
| 2  | Italia (bandiera)  | A           | Mario Del Basso  |
| 9  | Italia (bandiera)  | CB capitano | Federico Lapenna |
| 10 | Croazia (bandiera) | CB          | Ivan Krapić      |
| 14 | Italia (bandiera)  | CB          | Emanuele Ciardi  |

### Staff
- Allenatore:  Giuseppe Porzio
- Assistente:  Roberto Brancaccio
- Team Manager:  Massimo Pezzuti
- Addetto stampa:  Mario Corcione-Gianluca Leo
- Dirigente:  Alfonso Richiello

## Mercato
| Acquisti | Acquisti         | Acquisti        | Acquisti |
| R.       | Nome             | da              |          |
| -------- | ---------------- | --------------- | -------- |
| D        | Scott Robinson   | Victorian Seals |          |
| D        | Carlo Sanges     | Arechi          |          |
| CV       | Davide Steardo   | Sori            |          |
| A        | Alberto Barroso  | Real Canoe      |          |
| A        | Vojislav Čupić   | Oradea          |          |
| A        | Mario Del Basso  | Roma Vis Nova   |          |
| CB       | Ivan Krapić      | Primorje        |          |
| CB       | Federico Lapenna | Lazio           |          |

| Cessioni | Cessioni               | Cessioni          | Cessioni |
| R.       | Nome                   | a                 |          |
| -------- | ---------------------- | ----------------- | -------- |
| P        | Goran Volarević        | Pro Recco         |          |
| D        | Amaurys Pérez          | Cosenza           |          |
| D        | Simone Rossi           | Posillipo         |          |
| D        | Andrea Scotti Galletta | Salerno           |          |
| D        | Matteo Gitto           | Canottieri Napoli |          |
| D        | Giuseppe Valentino     | Sport Management  |          |
| A        | Stefano Luongo         | Sport Management  |          |
| A        | Michele Luongo         | Arechi            |          |
| CB       | Miloš Korolija         | fine rapporto     |          |
| CB       | Luca Marziali          | Posillipo         |          |